# Lo Coll de Madrona
Lo Coll de Madrona és un paratge del terme municipal d'Isona i Conca Dellà, a l'antic terme de Figuerola d'Orcau.
El lloc és a ponent i dessota del Coll de Madrona, del qual pren el nom, al sector nord-est del terme municipal, a llevant de Biscarri i al sud-oest del Cogulló de Sant Quiri. És a la capçalera del torrent de Renou. La Cabana del Tarumba és al sector meridional de lo Coll de Madrona.